# 예금보험공사 (프랑스)
예금보험공사(Caisse des dépôts et consignations, 프랑스어: kɛs de depo e kɔ̃siɲasjɔ̃, CDC, lit. '예금 및 대위변제금고')는 1816년에 설립된 특이한 프랑스 공공 금융 기관으로, 종종 프랑스 국가의 투자 기관으로 불린다. 프랑스 화폐 및 금융법에서 "공공 이익을 위한 공공 그룹"이자 "장기 투자자"로 정의된다. 그 지배 구조는 프랑스 의회의 통제 하에 있다.
CDC는 2024년 초 기준으로 프랑스 우정국인 라 포스트의 66% 지분, 대중교통 운영사인 트랑스데브의 66% 지분, 스키 리조트 및 테마파크 운영사인 Compagnie des Alpes의 40% 지분, 부동산 회사인 Icade의 39% 지분, 프랑스의 주요 가스관 시스템인 GRTgaz의 39% 지분, 엔지니어링 컨설팅 회사인 Egis의 34% 지분, 수력 발전 회사인 Compagnie Nationale du Rhône의 33% 지분, 프랑스의 송전 시스템 운영자인 RTE의 30% 지분, 주요 수자원 및 폐기물 관리 회사인 수에즈의 20% 지분, 그리고 파리의 유서 깊은 공연장인 샹젤리제 극장을 포함한 방대한 부동산 자산 포트폴리오를 보유하고 있다. CDC는 또한 EU 법률상 자체적으로 신용 기관이 아니므로 유럽 은행 감독 범위에 포함되지 않음에도 불구하고 완전 소유 자회사인 SFIL, 라 포스트를 통한 대주주인 라 방크 포스탈, 그리고 절반 지분을 소유한 BPI프랑스(Bpifrance)를 포함한 상당한 은행 업무를 수행한다. CDC가 관리하는 연금 기금을 제외한 총 연결 대차 대조표는 2021년 말 기준 1조 3천억 유로에 달했다.

## 역사

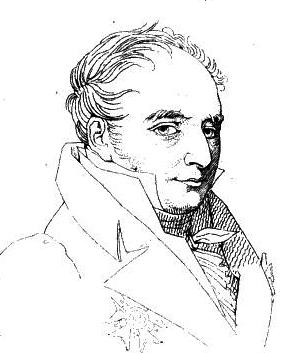
루이-에마뉘엘 코르베토, 페르디난도 콸리아 작

### 19세기
예금보험공사는 나폴레옹 보나파르트가 설립하고 그의 사망 이후 1816년에 청산된 보증 및 상환 기금(Caisse de garantie et d'amortissement)의 뒤를 이었다. 이는 루이 18세 치하 재무장관이었던 루이-에마뉘엘 코르베토의 아이디어였으며, 1815년 제7차 대프랑스 동맹의 혼란 이후 정부 부채 문제와 프랑스 은행이 나폴레옹 시대의 유산을 가지고 있다는 점 때문에 루이 18세가 프랑스 은행을 불신했던 상황에서 탄생했다. 1816년 4월 28일 제정된 설립법 제110조는 다음과 같이 명시한다: "레지옹 도뇌르 훈장, 수로 회사 및 연금 기금과 관련된 예금, 위탁 및 서비스 [...]는 예금보험공사라는 특별 기관에 의해 관리될 것이다." 1816년 7월 3일의 세 가지 행정 명령은 새로운 기관의 주요 활동 영역을 추가로 정의했다: 위탁(프랑스어: consignations), 즉 진행 중인 법적 분쟁의 대상이 되는 자금 또는 자산을 보관하는 것; 개인 또는 공공 기관의 자발적 예금 및 법률 전문가의 자금; 그리고 연금 기금. 추가 활동에는 레지옹 도뇌르 훈장 계정 관리 및 프랑스군을 위한 금융 서비스가 포함되었다. 법에 따라 CDC는 또한 자금을 주로 공공 "연금" 구매에 사용하고 따라서 프랑스 국가의 자금 조달에 기여하도록 지시받았다.
조제프 드 빌렐 총리 하에 프랑스 정부는 새로운 인프라 자금 조달을 위해 CDC를 활용하기 시작했으며, 프랑스의 개발 은행으로서의 역할을 시작했다. CDC는 1822년 됭케르크 항구 개발을 위해 최초의 지방 인프라 대출을 승인했으며, 동시에 Compagnie des quatre canaux라는 운하 투자 벤처가 발행한 증권을 인수했다. 1825년에는 아이티 독립 부채를 발생시킨 합의에 따라 생도맹그의 전 식민지 개척자들에게 보상금을 지급하는 임무를 맡았다.
1837년부터 프랑스 의회는 지방 저축은행의 저축 계좌로 수집된 자금을 CDC가 중앙 집중화하고 투자해야 한다고 결정했다. 이 조항은 1881년 Caisse nationale d'épargne 설립 시 우편 통장 (이후 Livret A)에도 확대 적용되었다.
1850년, CDC는 새로 설립된 철도 회사 지분을 인수하기 시작했다. 같은 해, 1816년부터 보유해 온 공무원 연금 기금 관리 임무 외에, CDC는 프랑스 최초의 노년 연금 기금(프랑스어: Caisse des retraites pour la vieillesse, CRV) 관리를 맡았는데, 이는 개인 보호 범위를 훨씬 더 넓은 수혜자들에게 확대했다. 프랑스에 설립된 최초의 두 공공 생명 보험 기관인 사망 시 국영 보험 기금(프랑스어: Caisse nationale d'assurances en cas de décès, CNAD)과 사고 시 국영 보험 기금(프랑스어: Caisse nationale d'assurances en cas d'accidents, CNAA)도 1868년 설립 이후 CDC가 관리했다.
1890년부터 프랑스 국가의 위임을 받아 CDC는 특히 상속 또는 재산 거래 중 공증인이 개인으로부터 예치된 자금을 수령하고 있다. 이 업무 영역은 이후 회사 관리자 및 법적 대리인, 법원 서기 및 집행관의 자금을 포함하도록 확대되었다. CDC는 사회 통합 기금(프랑스어: Fonds de cohésion sociale, FCS)과 같은 새로운 임무도 위임받았는데, 이는 개인 및 법인에 대한 대출을 보증하고 자신의 회사를 설립하는 구직자 또는 복지 수혜자에게 대출을 제공한다.

### 20세기
1905년, CDC는 자체 자금으로 사회 주택에 최초 대출을 제공했다. 1908년 프랑스 국가는 주택 대출 관리를 위임했고, 1921년 2월 26일 프랑스 법은 저렴한 주택(HBM)에 대한 저축 기금 대출을 승인했으며, 이는 최초의 사회 주택(프랑스어: Habitations à Loyer Modéré, HLM)의 전조가 되었다. "루슈르 법"으로 알려진 1928년 프랑스 법은 이 임무를 변경하지 않았고, 오히려 20만 채의 저렴한 주택과 8만 채의 적당한 임대료 주택을 건설하는 대규모 프로그램을 통해 CDC의 역할을 강화했다.
1930년대 말까지 CDC의 지방 자치 단체 대출은 국가 전화망 구축을 가능하게 했다. 이듬해인 1931년 재정법은 CDC가 저축 기금 유입액을 기업 주식 및 채권에 투자할 수 있도록 승인했다.
비시 프랑스 정권 하에서 CDC는 프랑스 유대인 공동체로부터 몰수된 자금을 받았다. 이 자금은 프랑스 해방 이후 정당한 소유자에게 부분적으로만 반환되었다.
전후 기간에 CDC는 종종 일반 계획 위원회와 협력하여 프랑스 재건의 주요 촉매제가 되었다.:432 CDC의 사회 주택 자금 조달 역할은 또한 이 기간 동안 다양한 규제 저축 중앙 집중화 시스템의 구현으로 강화되었다. 여러 자회사가 1950년대에 설립되었다: 1954년 부동산 회사 Société Centrale Immobilière de la CDC (SCIC) (2003년 Icade로 리브랜딩); 1955년 지방 인프라 회사(프랑스어: Sociétés d'économie mixte, SEM)를 위한 서비스 제공업체 Société Centrale pour l'Équipement du Territoire (SCET); 1958년 사회 및 가족 관광 전문 Villages Vacances Familles.
1959년, CNAD와 CNAA는 합병하여 Caisse Nationale de Prévoyance (CNP)를 형성했으며, 이는 나중에 CNP Assurances로 리브랜딩되고 1998년에 상장되었다. CNP Assurances는 2013년 프랑스에서 1위 개인 보험 회사였다.
1960년부터 CDC는 프랑스의 각 지역에 하나씩 25개의 지역 관리 부서(프랑스어: délégations régionales, 나중에 프랑스어: directions régionales)로 분산되어 각 지역의 그룹 전략을 실행한다. 1963년, CDC는 산림 회사인 Société Forestière를 설립했다.
1966년, CDC는 지방 당국 인프라 지원 은행(프랑스어: Caisse d'aide à l'équipement des collectivités locales, CAECL)을 설립했으며, 이 은행은 1987년에 Crédit Local de France가 되었고, 1996년에 덱시아를 형성하기 위해 Crédit Communal de Belgique와 합병되었다.
1970년, CDC는 고속도로 인프라 개발을 위한 또 다른 자회사인 Scetauroute를 설립했다. 서비스 개발은 1990년 트랑스데브와 함께 승객을 위한 대중교통 부문으로, 1998년 Egis와 함께 엔지니어링 인프라로(Scetauroute 및 기타 엔지니어링 자회사 합병을 통해), 그리고 마지막으로 1989년 Compagnie des Alpes와 함께 스키 및 레저 공원 운영 사업으로 확대되었다.
1994년부터 CDC는 SME 혁신 프로그램을 통해 중소기업(SME)에 투자하여 자본을 강화하고 혁신을 장려하며 위험 자본 시장을 지원해 왔다. CDC Entreprises는 1998년에 CDC PME의 뒤를 이었다.
1999년, CDC는 금융 부문에서의 경쟁 왜곡을 완화하기 위해 상업 은행 활동을 인수한 새로운 자회사 CDC IXIS를 설립했다.

### 21세기
2000년, CDC는 사이버베이스 프로그램의 창설을 위임받았는데, 그 목적은 프랑스 전역에 디지털 공공 공간을 배치하여 인터넷 사용 및 새로운 정보 기술의 발전을 장려하는 것이었다. 2003년부터는 교육 기관(학교, 중등학교, 대학교)에 디지털 서비스를 제공하는 디지털 작업 공간(ENT) 확산에 투자하고 있다.
또한 2000년, CDC는 기후 연구 프로그램을 시작하여 CDC Climat 및 Novethic과 같은 다양한 프로젝트로 발전했다. 2005년에는 유럽 탄소 기금과 프랑스 온실 가스 배출 할당량 국가 등록소의 후원자였다. 2008년에는 전문 자회사 CDC Biodiversité를 통해 "생물 다양성 보상 기금"을 후원했다.
2001년, CDC는 Caisse Nationale des Caisses d'Épargne (CNCE)와 합작 투자 회사인 Eulia를 설립했으며, 여기에 CDC IXIS를 기여했다. 2004년 CNCE는 Eulia와 Ixis를 완전히 통제하게 되었고, 2006년에는 Natexis Banques Populaires와 합병하여 나틱시스를 형성했으며, 이는 이후 그룹 BPCE의 완전 소유 자회사로 발전했다.
2004년, 예금보험공사는 프랑스 1위 사회 임대인인 Société Nationale Immobilière (SNI)의 모든 지분을 인수했으며, 이후 이를 CDC Habitat으로 리브랜딩했다. 또한 2004년, CDC는 벤처 캐피털 활동을 지원하기 위한 Qualium Investissement에 참여했다. 이는 2007년 전략적 투자 기금(프랑스어: Fonds Stratégique d'Investissement, FSI)의 설립으로 강화되었다. 2008년 금융 위기의 결과로, CDC는 역사상 처음으로 2008년에 손실을 입었다.
2013년, CDC Entreprises와 FSI는 합병하여 CDC가 절반 지분을 소유한 Bpifrance를 형성했다. 같은 해, CDC는 새로 설립된 SFIL의 20% 지분을 인수했다.
2014년부터 CDC는 원래의 위탁 사업에서 물려받은 제3자를 위한 수탁자 및 대출 기관으로서의 역할을 발전시키고 있으며, 개인 교육 계정(프랑스어: Compte personnel de formation, CPF), 휴면 계좌 및 미래 투자 프로그램(프랑스어: Programme d'Investissements d'Avenir, PIA)을 관리하고 있다.
2016년 1월, 프랑스의 2015년 지역 개혁에 따라 지역 CDC 단위의 수가 13개로 줄었다.
2018년, CDC는 프랑스 지방 정부를 지원하는 활동을 Banque des territoires라는 새로운 단위로 재편했지만, 이는 법적인 의미의 은행은 아니다. 2020년, 국유 자산의 광범위한 구조 조정으로 CDC는 SFIL의 단독 소유주가 되었고, 프랑스 국가는 단 하나의 잔여 지분만을 보유하게 되었으며, 라 포스트의 66% 소유주가 되었고, 프랑스 국가는 나머지 34%를 소유하게 되었다. 같은 구조 조정의 일환으로, CNP Assurances는 라 방크 포스탈 (LBP)의 대주주가 되었고, LBP는 라 포스트가 전적으로 소유하고 있다. 2021-2022년에 LBP는 나머지 모든 주식을 인수하여 CNP의 단독 소유주가 되었고, 이에 따라 상장 폐지되었다.

## 프랑스 국내 사업
프랑스 화폐 및 금융법에 명시된 바와 같이, 예금보험공사는 국가 및 지방 정부 기관이 시행하는 공공 정책을 지원하는 공공 이익 임무를 수행한다. 이는 자체 소유 이익에 따라 기업 발전에 기여하며, 경쟁 활동을 수행할 수도 있다. 이는 국가 및 지방 당국을 대신하여 공공 이익 임무를 보장한다:
- 규제 저축 기금 (Livret A, LDD 등) 관리 및 이 기금을 통한 사회 주택 자금 조달;
- 연금 계획 관리 (47개 기관 관리, 75,000개 이상의 고용주, 전체 연금 수령자 5명 중 1명 관리);[4]
- 공공 당국 관리 (유럽 기금, 온실 가스 등록부);
- 프랑스 공공 사법 시스템 (공증인, 수탁인, 사법 대리인 등) 및 사회 보장 (위탁 포함)의 은행 관리;
- 도시 정책의 핵심 이해 관계자 및 자금 제공자;
- 대학 프로젝트 지원 및 자율성 자금 조달;
- BpiFrance를 통한 TPE (초소규모 기업, 소액 대출) 및 중소기업 (SME) 개발 자금 조달;
- 연구 (I4CE, Novethic) 촉진 및 지속 가능한 발전 자금 조달;
- 지방 당국과 함께 지역 개발 (국내 및 해외 13개 지역 사무소);
- 장기 기관 투자자.

## 다른 유럽 국가에서의 사업
운영 자회사의 존재와는 별개로, 예금보험공사 그룹은 국제적으로 기관의 위상을 유지한다. 예금보험공사는 장기 투자를 촉진하고 프랑스 및 해외에서 투자 프로젝트, 특히 에너지 전환과 관련된 프로젝트를 개발할 수 있도록 파트너 기관과 양자 및 다자 관계를 발전시킨다.
유럽 연합이 프랑스의 투자 및 공공 개입에 미치는 영향력을 고려할 때, 유럽 차원은 예금보험공사 그룹에 결정적인 중요성을 지닌다.
2008년 금융 위기 이후, 예금보험공사는 유럽 연합의 다른 공공 금융 기관과 함께 장기적인 시야를 가진 자산 관리의 특정 모델을 홍보하기 시작했다. 2009년, 예금보험공사, Cassa Depositi e Prestiti, 유럽 투자은행 및 Kreditanstalt für Wiederaufbau (KfW)는 전 세계 기관들을 모아 장기 투자자로서의 공통 정체성을 강조하고, 협력을 장려하며, 장기 투자를 위한 적절한 조건을 조성하기 위해 장기 투자자 클럽 (LTIC)을 설립했다. 오늘날 장기 투자자 클럽은 주로 G20 국가 출신의 18개 금융 기관 및 기관 투자자를 모으고 있으며, 총 5조 4천억 달러의 대차대조표 합계를 나타낸다. 또한 2011년, 예금보험공사와 다른 기관 투자자들은 프랑스에서 장기 투자에 관한 국가 정상 회담을 개최했다. 이 정상 회담에서 보고서가 작성되었고, 이는 금융계에서 큰 추진력을 얻었다. 이는 AXA 보험사의 전 재무 이사인 Gerard de la Martiniere의 지도 아래 "장기 투자에 관한 파리 증권 거래소 태스크포스"의 설립으로 이어졌다. 오늘날에도 활발히 활동하는 이 태스크포스는 규제, 재정, 회계 및 건전성 수준에서 유럽 연합 기관에 장기 투자 모델을 홍보하는 데 전념하고 있다. 2013년 7월 유럽 연합 집행위원회가 경제의 장기 금융에 관한 녹서를 발표한 후, 예금보험공사는 장기 투자자 클럽의 유럽 회원들과 함께 유럽 장기 투자자 협회를 공동 설립했다. 이 협회는 공공 이해 관계자 및 유럽 연합과 함께 이 특정 투자자 모델을 강조하기 위한 공동 활동을 수행할 수 있도록 한다. Eltia는 27개의 유럽 장기 금융 기관을 모으고 있다. 총 2조 4천 5백억 유로의 대차대조표를 가진 ELTIA의 목표는 유럽 연합이 개발한 목표 및 이니셔티브와 일치하는 장기 투자를 촉진하는 것이다. 예금보험공사는 또한 2014년 유럽 의회 선거 시작과 함께 시행된 European Parliament Intergroup on long term investment and reindustrialisation의 작업에도 기여한다.
- 마그리트 펀드

예금보험공사는 마그리트 펀드에 참여한 투자자 중 한 곳으로 공공 기관(CDC, KfW, CdP 등)의 기여금을 모아 유럽에 투자하는 데 사용된다. 첫 번째 성과는 2014년부터 가동되었으며, 투자 프로그램은 2016년에 완료됐다.
- 융커 위원회가 출범한 "유럽 투자 계획" 참여 (2014~2019)

유럽 연합의 국가 진흥 기관(NPI)으로서, 예금보험공사는 유럽 투자은행 및 유럽 연합 집행위원회와 협력하여 European Commission Investment Plan for Europe의 구현에 참여하고 있다. 이에 따라 예금보험공사는 유럽 전략 투자 기금(EFSI)으로부터 자금 조달을 받는 프로젝트에 대출, 지분 및 보증 형태로 80억 유로를 제공하기로 약속하여 기금의 레버리지 잠재력을 높였다.
또한 예금보험공사는 유럽 투자 자문 허브(EIAH)에 기여하고 EIB와 함께 자문 서비스 모델을 제공한다.

## 해외 사업
예금보험공사는 양자 및 다자 관계를 유지한다. 이러한 파트너십은 역사적으로 아프리카 및 마그레브 지역의 동료 기관들과 발전해 왔지만, 중국 및 브라질의 기관 및 공공 은행들과도 발전했다. 2011년 모로코 CDG와 함께 예금보험공사는 장기 투자 및 경제 및 사회 발전을 위한 공공 자금 조달 모델을 홍보하는 예금보험공사 글로벌 포럼을 조직했다. 이 포럼은 격년 회의를 개최하며, 마지막 회의는 2015년 4월 튀니스에서 열렸다.
- 인프라메드 펀드

예금보험공사는 2010년에 지중해 지역의 다른 공공 기관들과 함께 출범한 인프라메드 펀드의 투자자이다. 인프라메드는 인프라 개발 프로젝트에 3억 8500만 유로를 투자하는 것을 목표로 한다.

## 지배 구조

### 감독 이사회
CDC 그룹의 주요 지배 기구는 감독 이사회(Commission de surveillance)와 최고경영자(directeur général)이다.
1816년 법률은 CDC에 "입법 당국의 감독 및 보증 하에" 두어 집행 권력의 자의적 행동으로부터 CDC를 보호할 목적으로 완전한 독립성을 보장하는 특별한 지위를 부여했다. 국민을 대표하는 의회는 CDC의 활동을 통제하고 자율성을 보장한다. 의회는 CDC의 독립성을 보장하고 일반적인 감독 및 통제를 수행하며 법률에 위임된 임무를 수행하는 감독 이사회를 통해 이러한 이중 임무를 수행한다. 감독 이사회는 매년 의회에 연례 보고서를 제출한다. 2008년 8월 4일의 경제 현대화법(PACTE)은 감독 이사회의 역할을 확대 및 강화하고 CDC 그룹에 대한 의회 감독을 강화했다. 그룹의 이러한 독특한 지위는 다른 어떤 기관과도 달리 CDC에 독립성을 보장한다. 또한, 2019년 5월 22일의 "PACTE" 법률(기업 성장 및 혁신을 위한 행동 계획)은 감독 이사회의 임무와 책임을, 특히 전략적 문제, CDC 예산 승인 및 투자 결정과 관련하여 확대했다.
감독 이사회의 임무는 프랑스 화폐 및 금융법 제 L. 518-7조부터 제 L. 518-9조에 명시되어 있으며, 2018년 "PACTE" 법률(기업 성장 및 혁신을 위한 행동 계획)에 의해 개정되었다. 제 L. 518-7조에 따라 감독 이사회는 최고경영자가 보장하는 CDC 경영에 대한 영구적인 통제를 제공한다. 감독 이사회는 일부 권한을 최고경영자에게 위임할 수 있으며, 최고경영자는 이 위임에 따라 내린 결정에 대해 보고해야 한다. 감독 이사회는 기능 및 구성원 임무의 적절한 수행을 보장하기 위한 충분한 자원을 보유해야 한다. 감독 이사회는 최소한 연 4회 다음 사항에 대해 심의한다: (i) 공공 기관(즉 CDC) 및 자회사의 중기 계획을 포함한 전략적 위치; (ii) CDC의 공공 이익 기능 이행; (iii) 공공 기관 및 자회사의 투자 전략 결정. 제 L. 518-7조는 또한 감독 이사회가 최고경영자의 제안에 따라 CDC 예산을 채택하며, 이 예산은 재무부 장관의 승인을 받아야 한다고 규정한다. 감독 이사회는 또한 건전성 모델을 결정하고 최대 연간 채무 증권 발행량과 함께 채무 증권 발행 프로그램을 승인한다.
SC는 최고경영자가 제안한 내부 통제 시스템의 지침을 승인한다. 또한 남녀 간의 직업 평등 정책 및 동일 임금에 관한 CDC 정책에 대해 심의한다. 제 L. 518-9조에 따라 감독 이사회는 기능 수행에 필요한 모든 통제 및 검증을 수행하고 필요하다고 판단되는 모든 문서를 얻는다. 감독 이사회는 최고경영자에게 의견 및 제안을 보낼 수 있으며, 이를 공개할지 여부를 결정할 수 있다. 감독 이사회의 전체 회의는 최소 월 1회 개최되며, 감사 및 리스크 위원회(2003년 설립), 저축 기금 위원회(2003년 설립), 투자 위원회(2008년 설립), 임명 및 임금 위원회(2008년 설립), 전략 위원회(2018년 설립), CSR(기업 사회적 책임) 및 윤리 위원회(2022년 설립)와 같은 이사회 위원회도 현재 심사 및 감독을 제공한다.
PACTE 법률의 규정에 따라:
- 프랑스 화폐 및 금융법 제 L. 518-4조는 감독 이사회가 16명으로 구성되며 3년 임기를 가진다고 규정한다: 국회 금융 담당 위원회 위원 2명(이 중 적어도 1명은 정부를 지지하지 않는다고 밝힌 그룹에 속해야 함); 국회 경제 담당 위원회 위원 1명; 상원 경제 담당 위원회 위원 1명; 상원 금융 담당 위원회 위원 1명; 경제 담당 부처 재무 총국장(대리 가능); 금융, 회계 또는 경제 분야 또는 경영 분야의 전문 지식을 가진 전문가 5명(국회 의장이 국회 재무 위원회의 의견을 거쳐 3명 지정, 상원 의장이 상원 재무 위원회의 의견을 거쳐 2명 지정); 금융, 회계, 경제 또는 법률 분야 또는 경영 분야의 전문 지식을 가진 자 중 칙령으로 임명된 3명; CDC 및 그 자회사 직원을 대표하는 2명.
- CDC는 상업 관련 회계 규칙의 적용을 받는다. 따라서 회계 책임자(Caissier Général)와 관련된 규정(프랑스 화폐 및 금융법 제 L. 518-13조에 규정됨) 및 감사원(프랑스의 최고 감사 기관)의 통제와 관련된 규정은 폐지되었다.
- 회계 감사인은 연간 또는 중간 재무 제표를 논의하는 모든 감독 이사회 회의에 초청된다(프랑스 화폐 및 금융법 제 L. 518-15조).
- 프랑스 건전성 통제 당국은 CDC에 대한 건전성 통제를 감독한다(프랑스 화폐 및 금융법 제 L. 518-15-2조).
- CDC 활동의 순이익 중 매년 국가에 지급되는 비율은 칙령으로 정해지며, 감독 이사회의 의견이 제출된 후 결정되며, 그 지급은 CDC의 지급 능력 또는 건전성 규정 준수에 영향을 미치지 않아야 한다(프랑스 화폐 및 금융법 제 L. 518-16조).

현재 감독 위원회 의장 및 위원은 다음과 같다:
- 알렉상드르 올로이드, 의장 - 재외 프랑스인 제3선거구 프랑스 하원 의원
- 안 라우렌스 프텔, 부슈뒤론 제14선거구 프랑스 하원 의원
- 마크 르 푸르, 코트다르모르 제3선거구 프랑스 하원 의원
- 에마뉘엘 오리올, 국회 의장이 임명한 전문가
- 데니스 뒤베르네, 국회 의장이 임명한 전문가
- 플로렌스 팔리, 국회 의장이 임명한 전문가
- 아르노 바진, 발두아즈 상원의원
- 비비안 아르티갈라스, 오트피레네 상원의원
- 장-이브 페로, 상원 의장이 임명한 전문가
- 에블린 라테, 상원 의장이 임명한 전문가
- 장-마크 자나약, 국가 대표 전문가
- 마리-클레르 카포비앙코, 국가 대표 전문가
- 클로드 카르프만 나혼, 국가 대표 전문가
- 가브리엘 뀌맹주, 재무부 총국장 대리, 재무 총국장 대표
- 베아트리스 드 케텔레르, 예금보험공사 직원 대표
- 피에르 푸르카일, 예금보험공사 직원 대표

평생 의회 감독의 원칙에 따라, CDC의 회장은 귀족원 또는 상원 의원이거나 하원 또는 국민의회의 대의원이었다:
- 귀족원 자크-피에르 오리야르 드 빌망지, 1816-1819년 및 1826-1828년
- 귀족원 니콜라 프랑수아 몰리앵, 1819-1826년 및 1831-1837년
- 귀족원 장-루이 투르토 도르비예([[:fr:{{{3}}}|프랑스어판]]), 1828-1831년
- 귀족원 앙투안 로이, 1837-1847년
- 귀족원 가스통 도디프레([[:fr:{{{3}}}|프랑스어판]]), 1847-1848년
- 대의원 미셸 구드쇼, 1848-1849년
- 대의원 피에르-앙투안 베리에, 1849-1851년
- 상원의원 앙투안 모리스 아폴리네르 다르구, 1852-1857년
- 상원의원 테오발드 드 라크로스, 1857-1865년
- 상원의원 귀스타브 루랑, 1865-1871년
- 대의원 루이 뷔페, 1871-1876년
- 상원의원 샤를 뒤클레르크, 1876-1888년
- 상원의원 외젠 구앵, 1888-1909년
- 상원의원 모리스 루비에, 1909-1911년
- 상원의원 빅토르 루르티에(프랑스어판), 1911-1920년
- 상원의원 장-바티스트 비앙브뉘-마르탱, 1920-1942년
- 상원의원 루이 리녜르([[:fr:{{{3}}}|프랑스어판]]), 1943-1944년
- 대의원 조제프 드네(프랑스어판), 1945-1955년
- 대의원 피에르 쿠랑, 1956-1962년
- 대의원 에메 파케([[:fr:{{{3}}}|프랑스어판]]), 1962-1971년
- 대의원 크리스티앙 보네, 1971-1972년
- 대의원 미셸 포니아토프스키, 1972-1973년
- 대의원 로베르 비송, 1973-1981년
- 대의원 도미니크 타데([[:fr:{{{3}}}|프랑스어판]]), 1981-1985년
- 대의원 필리프 상마르코([[:fr:{{{3}}}|프랑스어판]]), 1985-1986년
- 대의원 장-피에르 수아송, 1986-1988년
- 대의원 크리스티앙 피에레([[:fr:{{{3}}}|프랑스어판]]), 1988-1993년
- 대의원 장-피에르 델랄랑드([[:fr:{{{3}}}|프랑스어판]]), 1993-1997년
- 대의원 장-피에르 발리강, 1997-2002년
- 대의원 필리프 오베르제([[:fr:{{{3}}}|프랑스어판]]), 2002-2006년
- 대의원 피에르 에리아드([[:fr:{{{3}}}|프랑스어판]]), 2006-2007년
- 대의원 미셸 부바르, 2007-2012년
- 대의원 앙리 에마뉘엘리, 2012-2017년
- 대의원 마크 구아, 2017년
- 대의원 질 르 장드르, 2017-2018년
- 대의원 소피 에랑트, 2018-2022년
- 대의원 알렉상드르 올로이드, 2022년부터

### 최고경영자
최고경영자(프랑스어: directeur général)는 기관의 자금과 자산을 관리할 책임이 있으며, CDC 경영 위원회와 그룹 경영 위원회의 지원을 받는다. 이 두 위원회는 모두 최고경영자가 의장을 맡는다. 최고경영자는 프랑스 공화국 대통령의 칙령에 따라 5년 임기로 임명되며, 감독 위원회 앞에서 취임 선서를 한다.
CDC의 역대 CEO는 다음과 같다:
- 앙투안-피에르 뒤트랑블레([[:fr:{{{3}}}|프랑스어판]]), 1816-1817년
- 쥘-폴 파스키에, 1818-1848년
- 질베르-에르퀼 기예모([[:fr:{{{3}}}|프랑스어판]]), 1848-1873년
- 아드리앙 뒤프레예, 1873-1888년
- 앙리 라베리([[:fr:{{{3}}}|프랑스어판]]), 1888-1895년
- 귀스타브 부아르니에, 1895-1898년
- 에밀 부탱, 1898-1900년
- 알베르 들라투르([[:fr:{{{3}}}|프랑스어판]]), 1900-1925년
- 장 탄네리([[:fr:{{{3}}}|프랑스어판]]), 1925-1934년
- 앙리 데루아([[:fr:{{{3}}}|프랑스어판]]), 1935-1945년[31]
- 장 와토([[:fr:{{{3}}}|프랑스어판]]), 1945-1952년
- 프랑수아 블로슈-렌([[:fr:{{{3}}}|프랑스어판]]), 1952-1967년
- 모리스 페루즈([[:fr:{{{3}}}|프랑스어판]]), 1967-1982년
- 로베르 리옹([[:fr:{{{3}}}|프랑스어판]]), 1982-1992년
- 필리프 라가예트([[:fr:{{{3}}}|프랑스어판]]), 1992-1997년
- 다니엘 레베그([[:fr:{{{3}}}|프랑스어판]]), 1997-2002년
- 프랑시스 마예르([[:fr:{{{3}}}|프랑스어판]]), 2002-2006년
- 오귀스탱 드 로마네 드 본, 2007-2012년
- 장-피에르 주아예, 2012-2014년
- 피에르-르네 레마, 2014-2017년
- 에릭 롱바르, 2017년부터

## 같이 보기
- 국가 개발 은행 목록